# Mounia Meslem
Mounia Meslem née le 24 juin 1961 à Tebessa, est une avocate et femme politique algérienne. Elle est ministre de la Solidarité nationale, de la Famille et de la Condition de la femme du gouvernement algérien entre 2014 et 2017.

## Biographie
Monia Meslem est titulaire d’une licence de droit. Elle est avocate près la Cour d’Alger à compter de 1991, puis agréée près la Cour suprême et le Conseil d’État à partir de 2001.
Elle entre au gouvernement en 2014, et y reste jusqu’en 2017

## Polémiques
Interrogée par la chaîne de télévision El Bilad en novembre 2016, elle déclare que « Les femmes cadres d'État devraient céder tous leurs salaires parce que nous, nous sommes mariées. Ce ne sont pas nos revenus qui nous font vivre mais plutôt nos maris qui prennent soin de nous, ».